# Arthur van Schendel (Wertheim)
Arthur van Schendel is een artistiek kunstwerk in Amsterdam Oud-West.

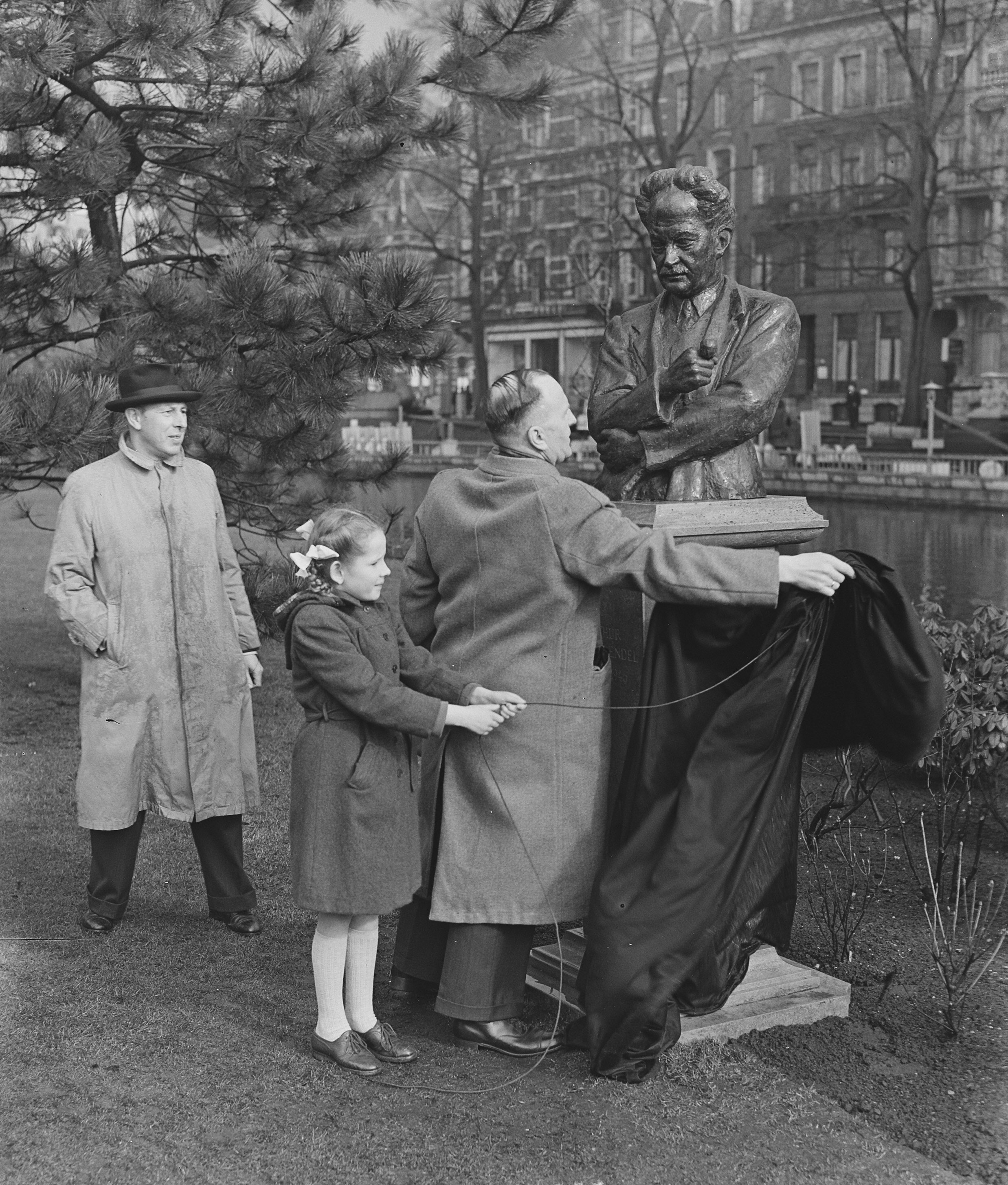
Wethouder A. de Roos en Elie van Schendel onthullen beeld in 1952

Op 5 maart 1952 werd de portretbuste van Arthur van Schendel onthuld dat gemaakt is door Jobs Wertheim. De onthulling vond plaats in het zuidelijke deel van het Leidsebosje. De weduwe, een zoon en een kleindochter van Van Schendel alsmede een wethouder waren daarbij aanwezig. Die plaats werd verkozen omdat Van Schendel hier regelmatig passeerde in de korte tijd dat hij aan de Leidsekade 89 woonde en naar het Park Hotel Amsterdam wandelde om aldaar de krant te lezen. In 1981 verdween het beeld, het was al een keer van de sokkel getrokken en verdween toen definitief. In 1982 werd het teruggevonden bij een schroothandelaar en in 1983 werd het teruggezet. De eerste jaren stond het in de open ruimte, doch begin 21e eeuw werd dit deel van het parkje bebouwd.
Amsterdam kent ook een Arthur van Schendelstraat, deze ligt in de wijk Geuzenveld-Slotermeer.